# Плоське (Дмитровський район)
Плоське (рос. Плоское) — село у Дмитровському районі Орловської області Російської Федерації.
Населення становить 152 особи. Входить до муніципального утворення Плосковське сільське поселення.

## Історія
Населений пункт розташований у межах Чорнозем'я та історичного Дикого Поля. 30 липня 1928 року у складі Орловського округу Центрально-Чорноземної області, 13 червня 1934 року після ліквідації Центрально-Чорноземної області населений пункт увійшов до складу новоствореної Курської області.
З 27 вересня 1937 року район у складі новоствореної Орловської області.
Від 2013 року входить до муніципального утворення Плосковське сільське поселення.

## Населення
| 1853 | 1866 | 1877 | 1897 | 1926  | 1979 | 2002 |
| ---- | ---- | ---- | ---- | ----- | ---- | ---- |
| 504  | ↗531 | ↗662 | ↗962 | ↗1147 | ↘345 | ↘182 |
| 2010 |      |      |      |       |      |      |
| ↘152 |      |      |      |       |      |      |